# Daniel Forfang
Daniel Forfang (Tromsø, 28 dicembre 1979) è un ex saltatore con gli sci norvegese.

## Biografia
In Coppa del Mondo esordì il 21 dicembre 2001 in Val di Fiemme (39°) e ottenne l'unica vittoria, nonché unico podio, il 5 marzo 2005 a Lahti. Non partecipò né a rassegne olimpiche né iridate.

## Palmarès

### Coppa del Mondo
- Miglior piazzamento in classifica generale: 28º nel 2005
- 1 podio (a squadre):
  - 1 vittoria

#### Coppa del Mondo - vittorie
| Data         | Località | Nazione   | Trampolino                                                                      |
| ------------ | -------- | --------- | ------------------------------------------------------------------------------- |
| 5 marzo 2005 | Lahti    | Finlandia | Salpausselkä HS130 (con Bjørn Einar Romøren, Henning Stensrud e Roar Ljøkelsøy) |